# Aljaž Pegan
Aljaž Pegan, slovenski telovadec, * 2. junij 1974. 
Aljaž Pegan je eden najuspešnejših slovenskih orodnih telovadcev, tekmuje na drogu. Na tem orodju je prvi izvedel zahtevno prvino, ki se zato po njem imenuje pegan. Trenira v Športnem društvu Trnovo v Ljubljani pod vodstvom trenerja Jožeta Mešla. Leta 1998 je prejel enomesečno prepoved nastopanja zaradi dopinga.
Na EP v Milanu, leta 2009 ni nastopil, zaradi poškodbe hrbta.

## Uspehi
- SP 2009: 5. mesto v Londonu
- EP 2008: 3. mesto v Lozani
- SP 2007: 2. mesto v Stuttgartu
- EP 2007: 2. mesto v Amsterdamu
- SP 2006: 2. mesto v Århusu
- SP 2005: 1. mesto v Melbournu
- EP 2004: 1. mesto v Ljubljani
- SP 2002: 2. mesto v Debrecenu
- EP 2000: 3. mesto v Bremnu
- EP 1994: 1. mesto v Pragi

Aljaž Pegan je 21-krat zmagal na tekmah za svetovni pokal. Na olimpijskih igrah zaradi pravil Mednarodne gimnastične zveze, ki ne dopuščajo nastopa le tekmovalcem, ki nastopajo na posameznih orodjih, še ni sodeloval.